# Distretto di Mucur
Il distretto di Mucur (in turco Mucur ilçesi) è uno dei distretti della provincia di Kırşehir, in Turchia.
| Controllo di autorità | VIAF (EN) 294981496 · LCCN (EN) no2013006057 |